# Ново-Ивановка (Крым)
Ново-Ивановка (укр. Ново-Іванівка, крымскотат. Novo-İvanovka, Ново-Ивановка) — исчезнувшее село в Ленинском районе Республики Крым (согласно административно-территориальному делению Украины — Автономной Республики Крым), располагавшееся на юге района и Керченского полуострова, на берегу Чёрного моря, примерно в 15 км к юго-востоку от современного села Яркое.

## История
Впервые в доступных источниках встречается на верстовой карте Крыма 1896 года, где в селении обозначено 9 дворов с русским населением. В Статистическом справочнике Таврической губернии. Ч.II-я. Статистический очерк, выпуск пятый Феодосийский уезд, 1915 год, согласно которому в селе Ново-Ивановка (на земле Грамматикова) Петровской волости Феодосийского уезда числилось 9 дворов (все дворы безземельные) с русским населением в количестве 50 человек приписных жителей, из которых 24 мужчины и 26 женщин. Жители землёй не владели, в хозяйствах имелось 27 лошадей, 14 волов, 10 коров и 63 головы овец, свиней, или коз. Отмечена Ново-Ивановка и на карте Стрельбицкого 1920 года.
После установления в Крыму Советской власти, по постановлению Крымревкома, 25 декабря 1920 года был образован Керченский (степной) уезд, а, постановлением ревкома № 206 «Об изменении административных границ» от 8 января 1921 года была упразднена волостная система и село вошло в состав Петровского района Керченского уезда, а в 1922 году уезды получили название округов. 11 октября 1923 года, согласно постановлению ВЦИК, в административное деление Крымской АССР были внесены изменения, в результате которых округа были отменены, Петровский район упразднили, влив в Керченский район. Согласно Списку населённых пунктов Крымской АССР по Всесоюзной переписи 17 декабря 1926 года, в селе Ново-Ивановка, Карангитского сельсовета Керченского района, числилось 10 дворов, из них 7 крестьянских, население составляло 35 человек, из них 30 русских, 3 украинца и 2 татар. Постановлением ВЦИК «О реорганизации сети районов Крымской АССР» от 30 октября 1930 года (по другим сведениям 15 сентября 1931 года) Керченский район упразднили и село включили в состав Ленинского. На подробной карте РККА Керченского полуострова 1941 года в селе отмечено 19 двора. Исключено из учётных данных в 1945 году видимо, в связи с организацией Керченского полигона. Сейчас на месте села — военный объект.